# Nordkapp (općina)
Nordkapp je općina u Norveškoj županiji Finnmark. 
Napoznatija točka općine po kojoj je i dobilo ime, je Nordkapp (Sjeverni rt). 
Administrativno središte općine je naselje Honningsvåg. Općina se nalazi uglavnom na otoku Magerøya, a manji dio se nalazi na norveškom kopnu. Otok Magerøya je od 1999. povezan s kopnom s oko 6.800 m dugačkom tunelom. 

## Položaj i povijest
Općina se prostire uglavnom otokom Magerøyom, ali i na dijelove kopna istočno i zapadno od fjorda u Porsangeru. Većina stanovnika živi u gradu Honningsvåg, Nordvågen, Kamøyvær, Skarsvåg i Gjesværu. 